# Fettuccine
Les fettuccine (« petits rubans ») sont une variété de pâtes longues d'origine italienne, similaires aux tagliatelles. D'après un article du Corriere della Sera du 15 octobre 2021, il est spécifié qu'à l’étranger, les fettuccine sont considérées comme un symbole de la cuisine italienne. 
Cette variété de pâtes a connu un succès spectaculaire aux États-Unis d'Amérique, notamment chez les stars. En Italie, il ne s'en mange quasiment qu'à Rome où les fettuccine ont cependant été inventées au début du XXe siècle. Toujours selon cet article du Corriere della Sera, deux restaurants romains s'en disputent la paternité : Alfredo alla Scrofa et Il Vero Alfredo.

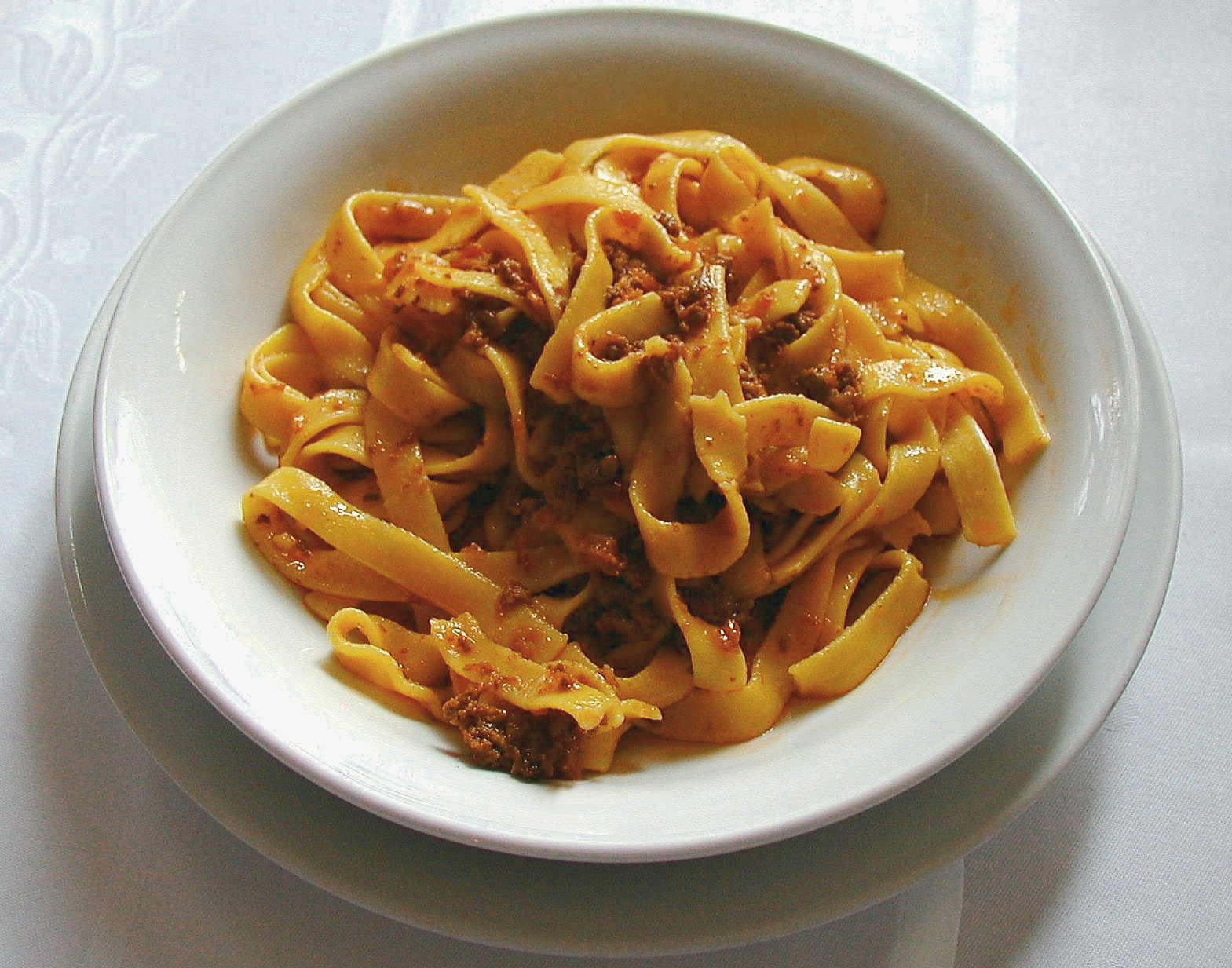
Des fettuccine al ragù, c'est-à-dire à la sauce bolognaise.

C'est avec ce type de pâtes que la sauce bolognaise dite localement al ragù est classiquement utilisée. Une préparation courante, en particulier à Rome et en Amérique du Nord, avec une émulsion de beurre et de parmesan fondus, est appelée fettuccine Alfredo. 